# Vega de Pas

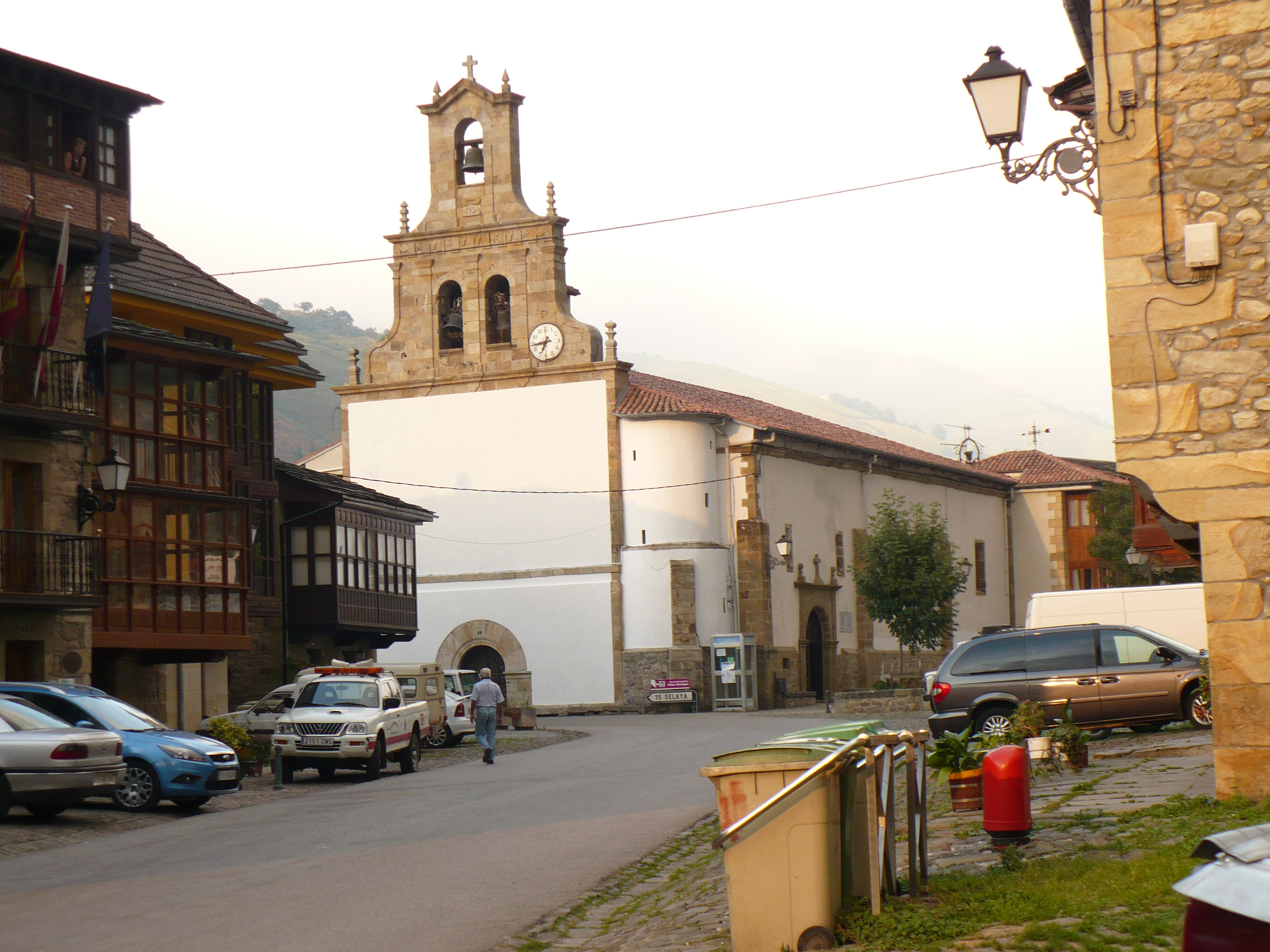

Vega de Pas is een gemeente in de Spaanse provincie Cantabrië in de regio Cantabrië met een oppervlakte van 87,53 km². Vega de Pas telt 795 inwoners (1 januari 2016).

## Demografische ontwikkeling
Bron: INE; 1857-2011: volkstellingen